# Dendrobium poissonianum
Dendrobium poissonianum är en orkidéart som beskrevs av Rudolf Schlechter. Dendrobium poissonianum ingår i släktet Dendrobium, och familjen orkidéer. Inga underarter finns listade i Catalogue of Life.